# Adam Bruno Wikszemski

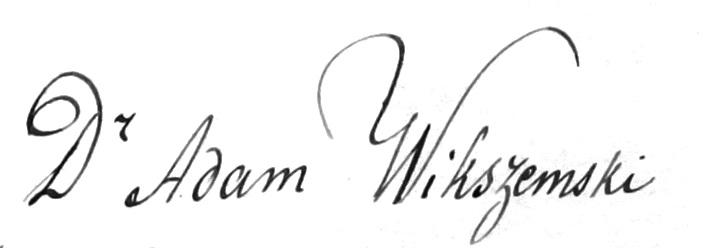

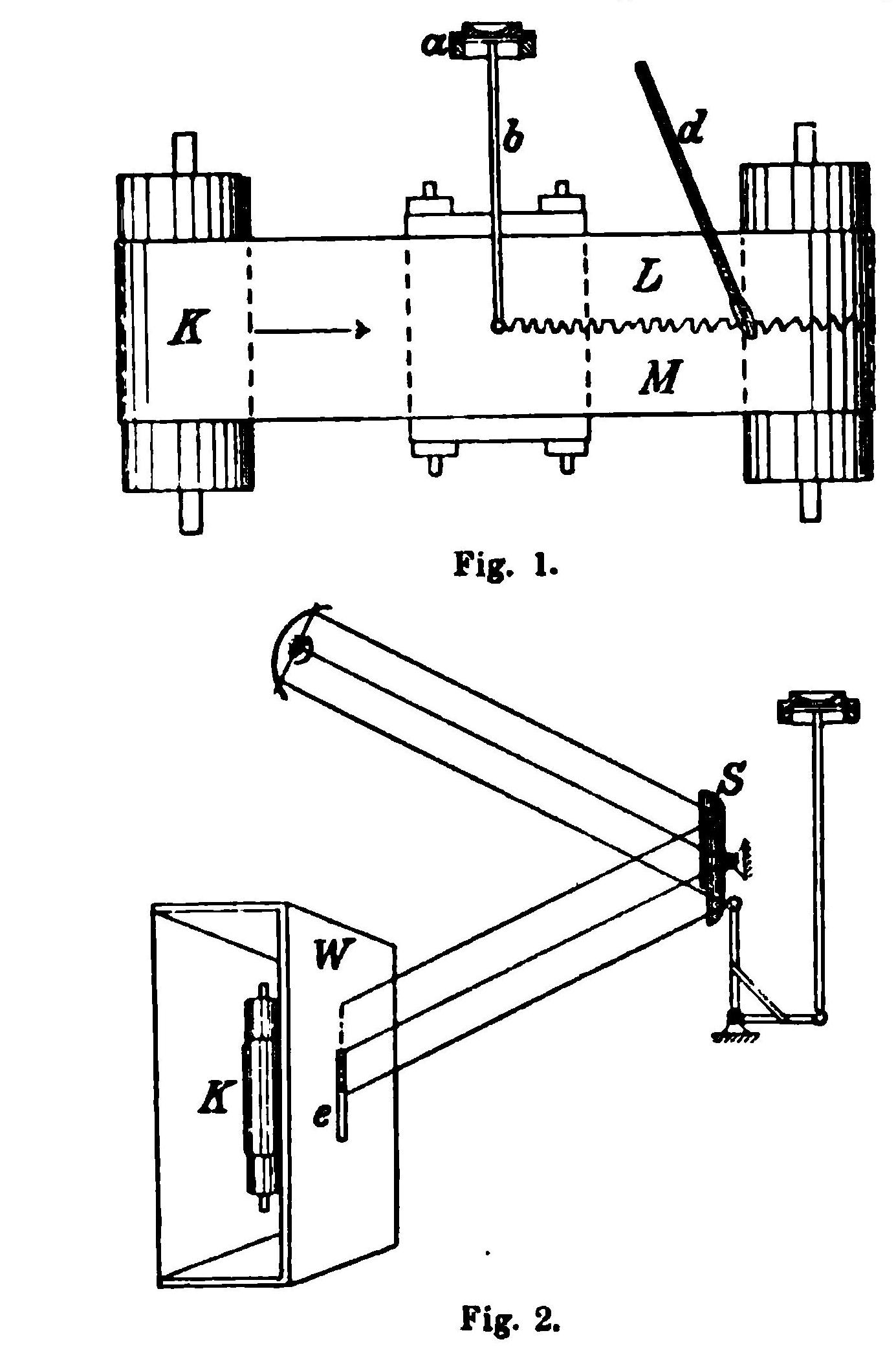
Schemat przedstawiający fonograf Wikszemskiego. Rysunek 1 przedstawia walec owinięty papierem światłoczułym, widoczny również na rysunku 2, gdzie jest zamknięty w obudowie (W) z podłużną szczeliną (e). Źródło światła (nieoznaczone literą, w górnej części rysunku 2) wyposażone jest w dwa lustrzane reflektory. Światło pada na ruchome lusterko walcowe (S), połączone z membraną

Adam Bruno Wikszemski (ur. 6 października?/18 października 1847 w Nieświeżu, zm. 10 lutego 1890 w Berlinie) – polski lekarz, anatom, pionier zapisu fonograficznego.

## Życiorys
Był synem Franciszka (zm. 1883 w Dorpacie) i bratankiem Stanisława (1807–1875), wileńskich lekarzy. Szlachecka rodzina Wikszemskich pieczętowała się herbem Jelita. Dziadek Adama, Gabriel, miał majątek w Baranówce w powiecie żytomierskim.
Adam Wikszemski ukończył gimnazjum w Witebsku w 1865 (według innych źródeł w Wilnie) i rozpoczął studia na Uniwersytecie w Dorpacie, najpierw na wydziale chemicznym, potem na wydziale medycznym. Podczas studiów należał do Konwentu Polonia. Dyplom doktora nauk medycznych otrzymał w 1875 na podstawie dysertacji o właściwościach szaleju. Następnie został nadetatowym prosektorem Instytutu Anatomicznego i asystentem Ludwiga Stiedy. Prosektorem był od 1887 do 1889. Po odejściu Stiedy z Dorpatu do Królewca wykładał anatomię do czasu objęcia katedry przez Augusta Raubera. Podczas wojny rosyjsko-tureckiej w zastępstwie Ernsta Bergmanna prowadził klinikę chirurgiczną. Równolegle prowadził własną praktykę lekarską. Miał rangę radcy kolegialnego. Był członkiem Dorpater Naturforscher Gesellschaft. Z powodu polityki uczelni, wymuszonej przez władze carskie, nie otrzymał docentury, mimo protekcji profesora Stiedy. W swoich wspomnieniach pisał o tym Benedykt Dybowski:

Co do Dorpatu samego, to prof. Bidder, Flor i Schwarz oświadczyli mi, gdym był u nich w Dorpacie, że uniwersytet nie przedstawi od siebie żadnego Polaka na docenta, ustabilizowanego w uniwersytecie, gdyż nadeszło poufne zawiadomienie z ministerium, że żadne takie przedstawienie nie będzie zatwierdzone. Tak np. prof. Stieda przedstawił był swego asystenta dr Wikszemskiego na prosektora stabilizowanego i docenta anatomii, lecz wydział medycyny nie uwzględnił tego przedstawienia, nie chcąc iść wbrew życzeniom ministerium oświaty.

Wikszemski 6 listopada 1889 opatentował w berlińskim urzędzie patentowym wynalazek „urządzenia do fonograficznej rejestracji drgań dźwiękowych”. Urządzenie składało się z walca pozostającego w ruchu obrotowym, nawijającego papier światłoczuły, i systemu zwierciadeł, odbijających promienie świetlne na powierzchnię obudowy, w której zamknięty jest walec. Jedno z lusterek połączone było z membraną, drgającą pod wpływem fal dźwiękowych, co można było zarejestrować na papierze światłoczułym w formie wykresu. Wynalazek został uznany za pionierski w pracy Parfientiewa, poświęcono mu też artykuł w Przeglądzie Fonograficznym. Według autorów tych prac urządzenie zaprojektowane przez Wikszemskiego umożliwiało jednostronny poprzeczny zapis dźwiękowy, do którego odczytu niezbędny był już jednak wynalazek fotokomórki.

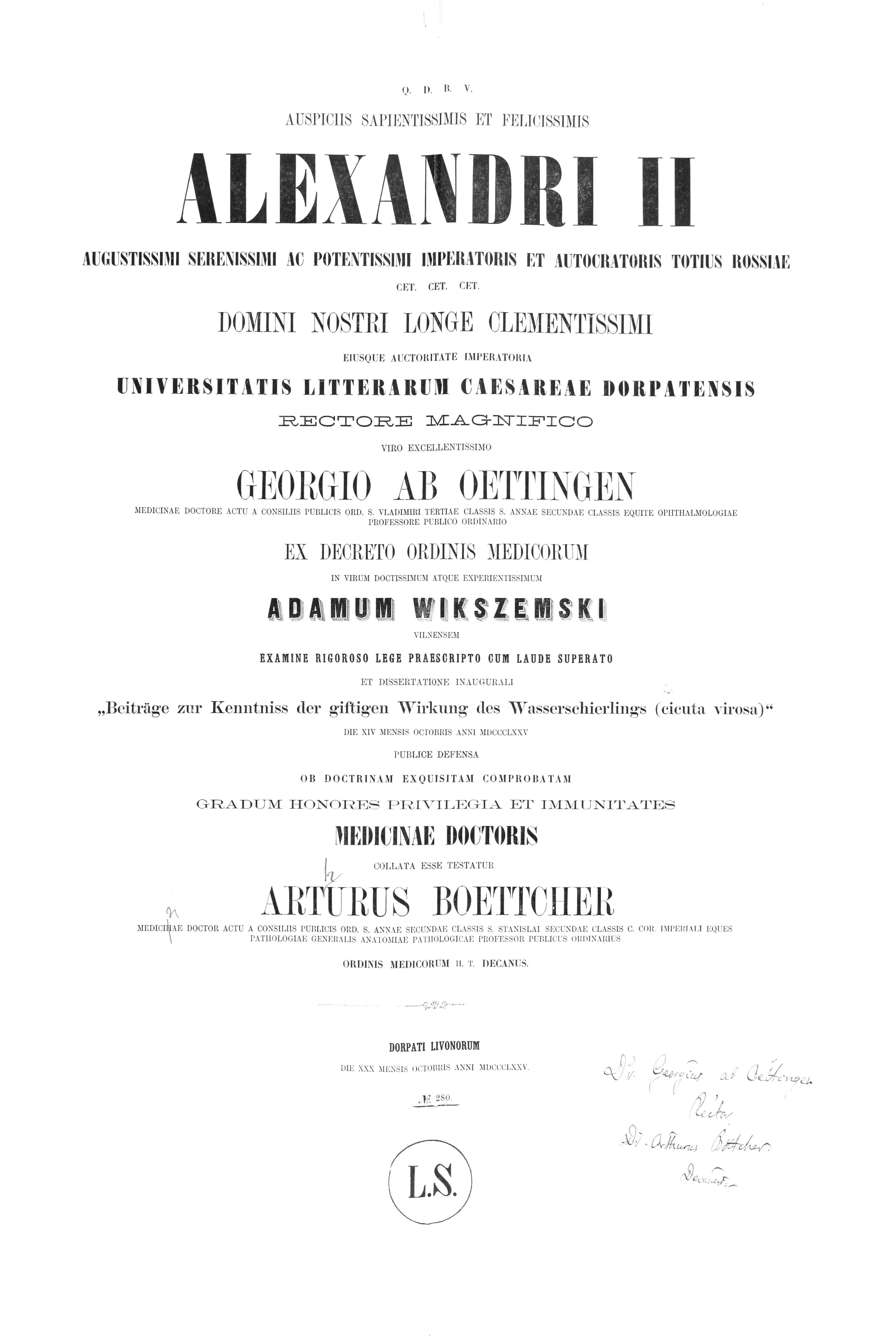
Dyplom ukończenia studiów Adama Wikszemskiego

O „bladym, chorowitym” polskim docencie Wikszemskim w swoich wspomnieniach pisał Mykoła Wasylenko. 21 listopada 1889 Wikszemski złożył rezygnację, pisząc, że choruje na zapalenie miedniczek nerkowych i wymaga operacji. Zmarł trzy miesiące później w Berlinie, dokąd wyjechał na leczenie. Pogrzeb zorganizował profesor Bergmann. O śmierci powiadomiły petersburski Kraj i prasa medyczna: Gazeta Lekarska, Medycyna oraz Przegląd Lekarski.

## Prace
- Beiträge zur Kenntniss der giftigen Wirkung des Wasserschierlings. Dorpat: C. Mattiesen, 1875, s. 1–58.
- Eine Modification der von Pansch empfohlenen kalten Injection mit Kleistermasse. „Archiv für Anatomie und Entwickelungsgeschichte”. 6, s. 232–234, 1880.
- Verfahren zur Herstellung der Phonogrammen. Erben des verstorbenen Dr. A. Wikszemski in Dorpat, Rusland. Nr. 53641 vom 6. November 1889. Kl. 42. „Zeitschrift für Instrumentenkunde”. 11 (1), s. 110, 1891.
- Verfahren zur Wiedergabe von Lauten oder Tönen mittels bandförmiger Phonogramme. Erben des Dr. A. Wikszemski in Dorpat. Nr. 53944 vom 6. November 1889. Kl. 42. „Zeitschrift für Instrumentenkunde”. 11 (1), s. 110, 1891.